# Cephalodella boettgeri
Cephalodella boettgeri is een raderdiertjessoort uit de familie Notommatidae. De wetenschappelijke naam van deze soort is voor het eerst geldig gepubliceerd in 1988 door Koste.